# Robo de los Santos (Arnedo)
Robo de los Santos es un evento, de carácter religioso, se celebra cada 27 de septiembre en la localidad riojana de Arnedo. Ese día, varios vecinos de Andosilla, en Navarra, se acercan hasta la ciudad del calzado para robar, ante la oposición de los arnedanos, las imágenes de san Cosme y san Damián, patronos de la ciudad, para llevárselas a Navarra. El hecho sucede durante la procesión. Nunca llegan a conseguirlo y tienen que dejarlo para el año siguiente.

## Historia
Los siglos XVI y XVII fueron profusos en pestes y epidemias en varias zonas de la geografía española. La ciudad de Arnedo, en un intento de escapar de dichos males, construyó una iglesia en honor a san Cosme y san Damián. Una vez terminada fueron conscientes de que no había imágenes en el pueblo que representasen a estos médicos sanadores, por lo que negociaron con el cabildo navarro la adquisición de las mismas, que fueron instaladas en el templo en 1566. A finales de ese siglo comienzan a celebrarse en esta ciudad riojana las fiestas en honor a estos santos. En 1769, se le concede a la población la celebración de mercado semanal y feria de ganado durante dichas fiestas. Este hecho es aprovechado por las poblaciones limítrofes para acercarse hasta Arnedo a hacer negocios. Es en este momento cuando surge la tradición del robo de los santos que ya en el siglo XIX se encuentra documentada y termina de asentarse durante la primera mitad del siglo XX.

## Cosme y Damián
Cosme y Damián, hermanos gemelos de origen árabe, ejercieron la medicina de forma altruista en el siglo III d. C. Fueron encarcelados, torturados y quemados vivos por orden del gobernador de Cilicia. Como sobrevivieron a todos los martirios, y a la hoguera por intervención divina, sus verdugos decidieron decapitarles por medio de espada. Fueron sepultados en Cirro (Siria). La espada, que según la tradición, se utilizó para decapitar a los dos hermanos se encuentra expuesta, dentro de una funda de oro, en la cámara del tesoro de la catedral de Essen, en Alemania. Uno de sus milagros más conocidos fue el trasplante de una pierna a un enfermo. Ya en el siglo VI, se les dedicó una iglesia en Roma, popularizándose su culto, en los siglos posteriores, por Francia, Alemania, Polonia y España. Son considerados patronos de los médicos, de los farmacéuticos y de los barberos.

## Las imágenes
Son dos bustos de madera casi iguales, con barba pequeña y pelo negro crespo. Son imágenes-relicario con una vitrina en la parte delantera donde se guardan unos trozos de huesos.

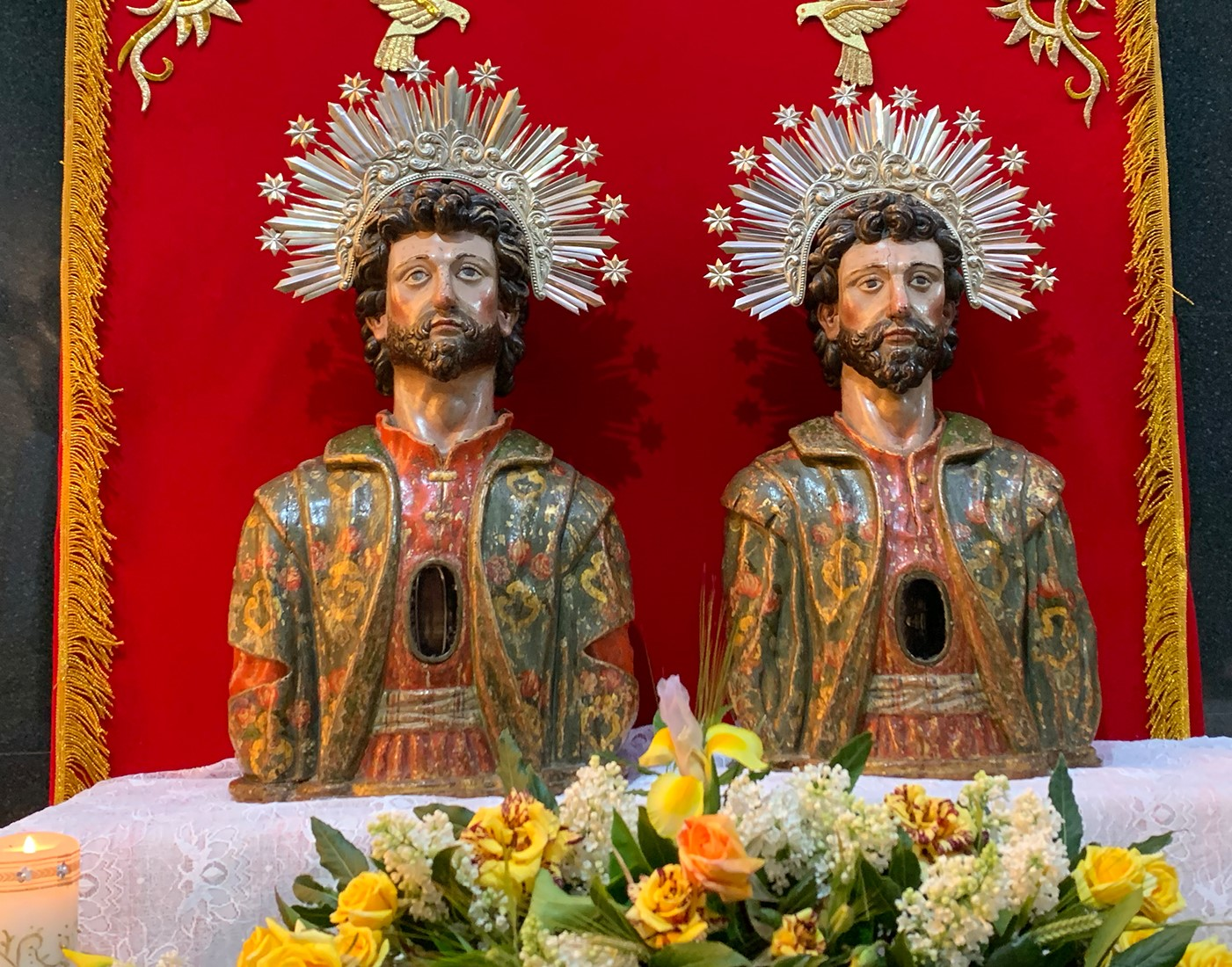
Imágenes-relicario de San Cosme y San Damián

## El robo
A las 5 h de la madrugada del 27 de septiembre varios vecinos de Andosilla se desplazan a Arnedo y son recibidos, en la puerta del Cinto, por el alcalde de la ciudad, por la asociación «Amigos de los auroros» y por el público en general con un refrigerio consistente en fardelejos, barquillos y moscatel. Tras esto, caminan todos juntos, cantando las auroras por las distintas estaciones, hasta la iglesia de Santo Tomás donde les recibe el párroco para saludarles. Desde aquí, marchan a la iglesia de San Cosme y San Damián rezando el rosario de la Aurora y cantando las auroras en las diversas estaciones. En esta parroquia se celebra una misa navarra cantada por los andosillanos. Al terminar la eucaristía, salen al pórtico a comer barquillos, beber moscatel y cantar jotas. Posteriormente, se hace un descanso para almorzar y reponer fuerzas. A las 11 h de la mañana, comienza la procesión religiosa donde se realizan los intentos de robo de las imágenes-relicario de los santos por parte de los de Andosilla. Hasta en tres ocasiones los navarros toman las andas, hacen lecturas de pregones sociales y reivindicativos y corren en dirección a Navarra. Primero atravesando la calle de Santa Clara, después en la plaza de Nuestra Señora de Vico, donde sucede el intento de robo más importante y espectacular, y por último en las puertas del templo dedicado a los santos. En todos los intentos, los arnedanos les bloquean el paso al grito de «pautraño» (para otro año). Finaliza la procesión con una misa mayor que cuenta con la presencia de autoridades de las dos comunidades autónomas y donde se dan a besar las reliquias a los asistentes. Una vez acabada la ceremonia, los andosillanos se vuelven a su pueblo con las manos vacías, pero no sin antes realizar un pasacalles de despedida en la plaza de Nuestra Señora de Vico.Hay que decir que a los riojanos no les molestan tales reivindicaciones sobre las imágenes ni que les consideren ladrones porque el cariño y amistad que les profesan los navarros hace de contrapunto afectivo. En 2019, se concedió el título de «Interés Turístico Nacional» a esta fiesta religiosa. 

## La iglesia de San Cosme y San Damián
La iglesia de San Cosme y San Damián ya aparece citada en el siglo XIII. El edificio es de sillería del siglo XVI, con tres naves cubiertas por bóvedas de crucería estrelladas, cabecera ochavada de tres paños; coro alto a los pies y diversas capillas abiertas en las naves laterales. Dos capillas en la cabecera y torre a los pies completan la arquitectura.

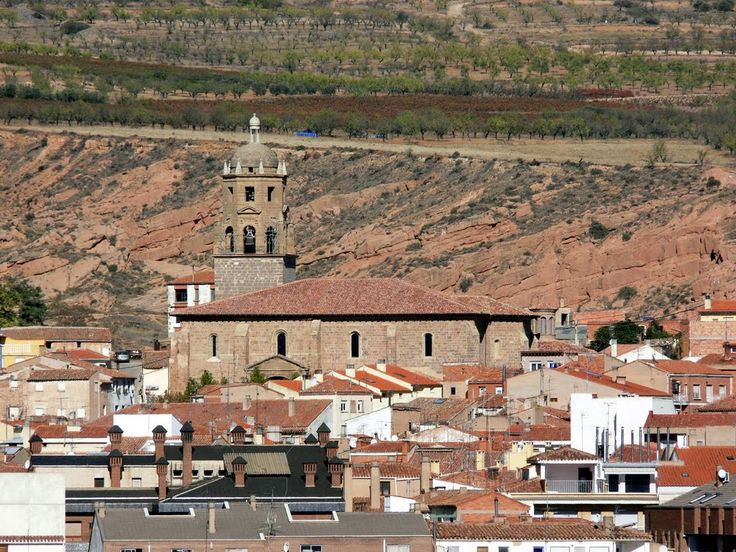
Iglesia de San Cosme y San Damián

### La puerta sur
La entrada es de estilo manierista con elementos barrocos y fue realizada entre 1634 y 1638. Sobre seis columnas estriadas se abre un frontón y tímpano que recuerda el estilo grecorromano. Está compuesta de dos cuerpos, el bajo adintelado entre columnas con frontón redondo y el alto con doble hornacina que alberga las imágenes de san Cosme y san Damián. Para pasar al interior es necesario franquear una monumental puerta adornada con artísticos clavos y molduras.

### La puerta oeste
En el centro del hastial oeste, a los pies, se abre la portada más antigua, actualmente en desuso, llamada del Padre Eterno por el relieve del segundo cuerpo. Es de estilo renacentista-manierista de la segunda mitad del siglo XVI.

### El retablo mayor
Está recubierto en oro sobre un apoyo de alabastro y madera policromada. La base del retablo es de piedra de alabastro labrada en figuras y adornos barrocos. Encima, y en madera, a derecha e izquierda, una talla de Santiago el Mayor a caballo derrocando a moros, y san Jorge en caballo negro luchando con el dragón. Hacia arriba, cuatro cuarteles con la vida y milagros de los titulares, san Cosme y san Damián. En uno de ellos puede verse la cabeza de un santo que rueda por el suelo. Adornando el conjunto columnas y calados barrocos. En el centro, se encuentran las imágenes, de cuerpo entero, de san Cosme y san Damián. La pieza formada por el relicario, el sagrario y el expositor, a cuyos lados se pueden ver los dos bustos relicarios de san Cosme y san Damián, es de un gran mérito artístico. Estos bustos relicarios son los que los andosillanos y arnedanos se disputan cada 27 de septiembre. En lo alto del retablo puede contemplarse una talla de la Asunción de María rodeada de ángeles y trompetas.

### El retablo de la Inmaculada
Compuesto por una parte baja, rococó del siglo XVIII con imagen moderna de la Inmaculada y san José y santa Teresa, rococós a los lados. Encima, un retablo barroco de fines del siglo XVII con una imagen de la Virgen de la Antigua, gótica de los siglos XIV-XV mutilada y santo Tomás de Aquino, barroco del siglo XVII.

### La capilla de la Virgen de Vico
El retablo, rococó de la segunda mitad del siglo XVIII es interesante sobre todo por tres de las imágenes que alberga procedentes del desamortizado monasterio de Vico. En el centro, la Virgen de Vico, patrona de Arnedo, románica del siglo XII. A los lados, san Francisco de Asís y san Antonio de finales del siglo XVII, de autor desconocido, pero de estilo Pedro de Mena.

### La capilla de San Martín
Al entrar en el templo, a la derecha, se halla la capilla de San Martín, renacentista con bóveda de cañón. Tiene ingreso de medio punto soportando un frontón triangular roto con un altorrelieve del Padre Eterno. En ella, destaca sobremanera su retablo, el más antiguo del templo obra romanista del escultor arnedano Antonio de Zárraga. De tres calles con columnas corintias, romanista del año 1590. En el centro, la figura de san Martín de Tours partiendo la capa con el mendigo, llama la atención la pata flotante del caballo y la pierna herida del mendigo. En el segundo cuerpo, san Pedro y san Pablo a los lados del relieve de la Epifanía. En el ático un calvario.

### La capilla de Santa Catalina
Posee un retablo rococó de la segunda mitad del siglo XVIII, con imagen de san Francisco Javier del siglo XVII y santa Catalina del siglo XVI. Pintura en el ático de san Ignacio.

### La capilla de San Juan Evangelista
En este altar de san Juan Evangelista, barroco, recargado de uvas y palomas, de finales del siglo XVIII, se puede admirar una talla de san Juan y relieves, de su martirio y predicación. En el atrio, se hallan figuras de san Joaquín y varios ángeles.

### La capilla de la Veracruz
Posee altar barroco con lienzo de san Sebastián en el ático, todo del siglo XVIII. El sepulcro con Cristo yacente de tamaño natural, barroco del siglo XVIII. Tres imágenes de Dolorosas, barrocas del siglo XVIII. Hay otro retablo como el anterior con lienzo de san Lorenzo en el ático e imagen de Cristo a la Columna, todo del siglo XVIII. En la pared del coro bajo, cuelga una gran cruz de madera: dos personas, elegidas a sorteo el Domingo de Ramos, trasladan esta cruz a hombros hasta el Calvario, cerro al oeste de la ciudad, al tiempo que se rezan las XIV estaciones del Vía Crucis, el Viernes Santo.

### El coro alto
Realizado por Juan de Juaristi conserva la sillería con 27 asientos y el facistol, todo ello barroco del primer tercio del siglo XVIII.

### El órgano
Ejemplar de los órganos barrocos de la escuela castellana. Se organiza en torno a dos cuerpos. En el cuerpo inferior, de forma rectangular, se ocultan los componentes del teclado, los registros, el teclado de pies con sus pedales, el teclado de mano y la caja distribuidora de viento. El cuerpo principal, tubería horizontal; más arriba tubería vertical, a ambos lados cuatro campos con motivos vegetales. El remate de la caja presenta una decoración de motivos vegetales rematada con la talla del ángel trompetero.

### La torre
Adosada al último tramo de la nave del evangelio, con cuerpo inferior de planta cuadrada y superior octogonal con cúpula con linterna. El cuerpo inferior es del siglo XVI, el alto del siglo XVII, y el campanario del siglo XIX, reconstruido en 1951.